# 렌시스 리커트
렌시스 리커트(Rensis Likert, 1903년 8월 5일 ~ 1981년 9월 3일)는 미국의 조직심리학자, 사회심리학자이다. 심리측정의 척도인 리커트 척도를 개발한 것으로 알려졌으며, 관리체제론을 개발하고 참여적 관리(participatory management)를 주창하였다.
1903년 와이오밍에서 태어났다. 1926년 미시간 대학교에서 경제학과 사회학을 전공하였으며, 1932년 컬럼비아 대학교에서 심리학으로 박사학위를 받았다. 1946년까지 미국 농무부에서 일했으며 제2차 세계 대전 동안 전쟁정보국의 업무를 맡았다. 1959년 미국 통계학회 회장을 맡았으며 은퇴 후 협회를 설립하고 조직관리이론을 연구했다. 1981년 사망했다.